# منال عوض ميخائيل
منال عوض ميخائيل، سياسية مصرية، وأول سيدة تتولى منصب وزير التنمية المحلية في مصر، شغلت منصب محافظ دمياط سابقاً. وهي أول مسيحية قبطية أيضًا تتولى منصب محافظ وثانِ سيدة تتولى هذا المنصب في تاريخ مصر. شغلت ميخائيل منصب نائب محافظ الجيزة قبل أدائها اليمين الدستورية كمحافظ دمياط أمام الرئيس السيسي.

## التعليم
في عام 1989 تخرجت منال عوض من جامعة بنها بحصولها على بكالوريوس العلوم البيطرية، ثم حصلت على درجة الماجستير عام 1995 ودرجة الدكتوراه في العلوم الطبية من جامعة الإسكندرية في عام 1999.

## الخبرات الوظيفية
منال عوض عضوًا في الجمعية الطبية المصرية للدواجن، والجمعية العالمية البيطرية للدواجن، والجمعية المصرية للمناعة، إلى جانب الجمعية الفيرولوجية البيطرية. كما شغلت في عام 2013م منصب وكيل معهد الأمصال واللقاحات البيطرية للأبحاث والدراسات بـوزارة الزراعة، ثم تم تعيينها عام 2015م نائبًا لمحافظ الجيزة لشئون خدمة المجتمع وتنمية البيئة.

## الجوائز
حصلت منال عوض على جائزة الدولة التشجيعية في العلوم الدراسية عام 2007م ، كما تسلمت جائزة اليونسكو لمدن التعلم عام 2017م ضمن 16 مدينة فائزة على مستوى العالم، ضمن فعاليات المؤتمر العالمي الثالث لمدن التعلم الذي أقيم بمدينة كورك أيرلندا.